# 藤吉敏生
藤吉 敏生（ふじよし としお、1932年4月11日 - 2024年6月23日）は、日本の実業家。日刊工業新聞社会長・社長。
福岡県立修猷館高等学校を経て、1955年に西南学院大学商学部卒業。同年日刊工業新聞社に入社する。取締役、専務などを経て1986年に代表取締役社長に就任した。

## 受賞歴
- 科学技術功労者科学技術長官賞（1994）
- 藍綬褒章（1996）

## 役職
- 日刊工業新聞社会長
- 東京商工会議所常議員
- 科学技術と経済の会顧問
- 東京都地方労働委員会使用者委員
- 日本経営者・団体連盟常任理事
- 麹町法人会会長

## 略歴
- 1980年2月　日刊工業新聞社取締役編集局長
- 1982年2月　同専務
- 1986年2月　同社長
- 1995年6月　同会長
- 1999年4月　同会長兼社長
- 1999年6月　同会長
- 2002年6月　同相談役（〜2003年6月）
- 2024年6月　誤嚥性肺炎のため死去。92歳没[1]。